# عدن حيد (السياني)

تعديل مصدري - تعديل

عدن حيد محلة تابعة لقرية الجوازع، التابعة لعزلة هدفان بمديرية السياني إحدى مديريات محافظة إب في الجمهورية اليمنية.، بلغ تعداد سكانها 211 حسب تعداد اليمن لعام 2004.